# Fernando Torres
Fernando José Torres Sanz (* 20. März 1984 in Fuenlabrada) ist ein ehemaliger spanischer Fußballspieler und heutiger -trainer. Sein Spitzname lautete El Niño (der Junge). Der Mittelstürmer spielte unter anderem für Atlético Madrid, FC Liverpool und FC Chelsea. 2008 wurde er Dritter in der Wahl zum Weltfußballer. Mit Chelsea gewann er die UEFA Champions League 2012. Als Teil der spanischen Nationalmannschaft gewann er die Europameisterschaft 2008 und 2012 und die Weltmeisterschaft 2010.

## Karriere

### Im Verein

#### Jugend und Durchbruch bei Atlético Madrid
Torres spielte bereits sechs Jahre in den Jugendmannschaften von Atlético Madrid, bevor er Profispieler wurde. 1998 gewann er mit seinem Nachwuchsteam ein internationales Turnier, das von dem Sportartikelhersteller Nike veranstaltet wurde. Dabei wurde er als der beste Spieler des Wettbewerbs geehrt. Bereits 1999 unterzeichnete der Angreifer seinen ersten Profivertrag bei den Madrilenen. Zu Beginn der Saison 2000/01 hatte Torres mit einer Verletzung zu kämpfen und musste deshalb für längere Zeit pausieren. Sein Ligadebüt in der ersten Mannschaft von Atlético, die damals kurzzeitig in der zweiten spanischen Liga spielten, gab Torres schließlich mit 17 Jahren am 27. Mai 2001 gegen CD Leganés. In seinem zweiten Ligaspiel gegen Albacete Balompié am 3. Juni 2001 erzielte der Angreifer dann sein erstes Ligator. Zum Saisonende stand der Madrider Klub als Aufsteiger in die Primera División fest. Nach dem Wiederaufstieg Atleticos in die Primera División gab er am 1. September 2002 gegen den FC Barcelona sein Erstligadebüt und schoss in seiner ersten Erstligasaison in 29 Partien 13 Tore.
In den Folgejahren startete der damalige Jungspieler durch und erzielte regelmäßig Tore. Mit dem Griechen Demis Nikolaidis bildete er in der Folgezeit einen treffsicheren Sturm für Atletico. Bereits im Alter von 19 Jahren wurde Torres zum Kapitän der Mannschaft ernannt. Der Stürmer bot immer gute Leistungen und machte durch seine zahlreichen Treffer europäische Spitzenclubs auf sich aufmerksam.

#### Weltklasse-Stürmer beim FC Liverpool

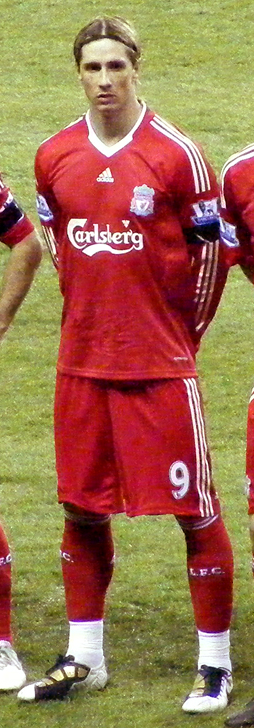
Torres im Trikot des FC Liverpool

Besonders englische Vereine wie der FC Chelsea und FC Liverpool warben um den Angreifer. Am 4. Juli 2007 wurde schließlich auf einer Pressekonferenz der Wechsel Torres' zum FC Liverpool bekannt gegeben. Der Abschied zeichnete sich schon kurz zuvor ab, als Atletico bereits Diego Forlán als Ersatz unter Vertrag nahm. Die Ablösesumme wird auf 38 Millionen Euro beziffert. In Liverpool unterschrieb er einen Sechsjahresvertrag und soll rund acht Millionen Euro pro Saison verdient haben. In seinem zweiten Ligaspiel gelang ihm am 19. August 2007 gegen den FC Chelsea sein erster Premier-League-Treffer.
Im Februar 2008 wurde er zum Spieler des Monats gekürt. Am Ende der Saison belegte er mit 24 Treffern zusammen mit Emmanuel Adebayor den zweiten Platz in der Premier-League-Torschützenliste hinter Cristiano Ronaldo mit 31 Treffern. Letztmals erzielte 1995/96, damals in Person von Robbie Fowler, ein Liverpool-Stürmer mehr als zwanzig Tore in einem Jahr. Außerdem löste er Ruud van Nistelrooy als besten ausländischen Torschützen im ersten Premier-League-Jahr ab. Diese Leistungen brachten ihm unter anderem eine Nominierung in den Kader des PFA-Teams des Jahres ein sowie einen zweiten Platz bei der Wahl zum besten Spieler zu verbesserten Konditionen. In der Saison 2008/09 erzielte Torres in 24 Spielen der Premier League 14 Tore und gab 5 Vorlagen. Zusätzlich erzielte er zwei Tore in der Champions League und eines im FA Cup. In der Saison 2009/10 wurde Torres von Verletzungen ausgebremst und musste sich zweimal am Knie operieren lassen. Obwohl er nur auf 22 Spiele in der Premier League kam, erzielte er 18 Tore und bediente die Mitspieler mit drei Vorlagen. In der Europa League traf er in allen vier Spielen, und das obwohl er nur eines dieser Spiele in voller Länge absolvierte. Diese wichtigen Tore erzielte er im Achtel- und Viertelfinale. Mit jeweils einem Doppelpack im Rückspiel an der Anfield Road stellte er das Erreichen des Halbfinales sicher. Im Halbfinale scheiterte Liverpool an Atletico Madrid – Torres’ Heimatclub – in der Verlängerung, Torres verpasste beide Spiele. In der Premier League erzielte Torres insgesamt 56 Tore in 79 Spielen.
Mit seinem Tor am 29. Dezember 2009 gegen Aston Villa stellte er einen neuen Vereinsrekord auf. Torres ist der Liverpooler Spieler, der am schnellsten 50 Tore erreichte. Er benötigte dafür nur 72 Spiele.

#### Karriereknick trotz Titel beim FC Chelsea

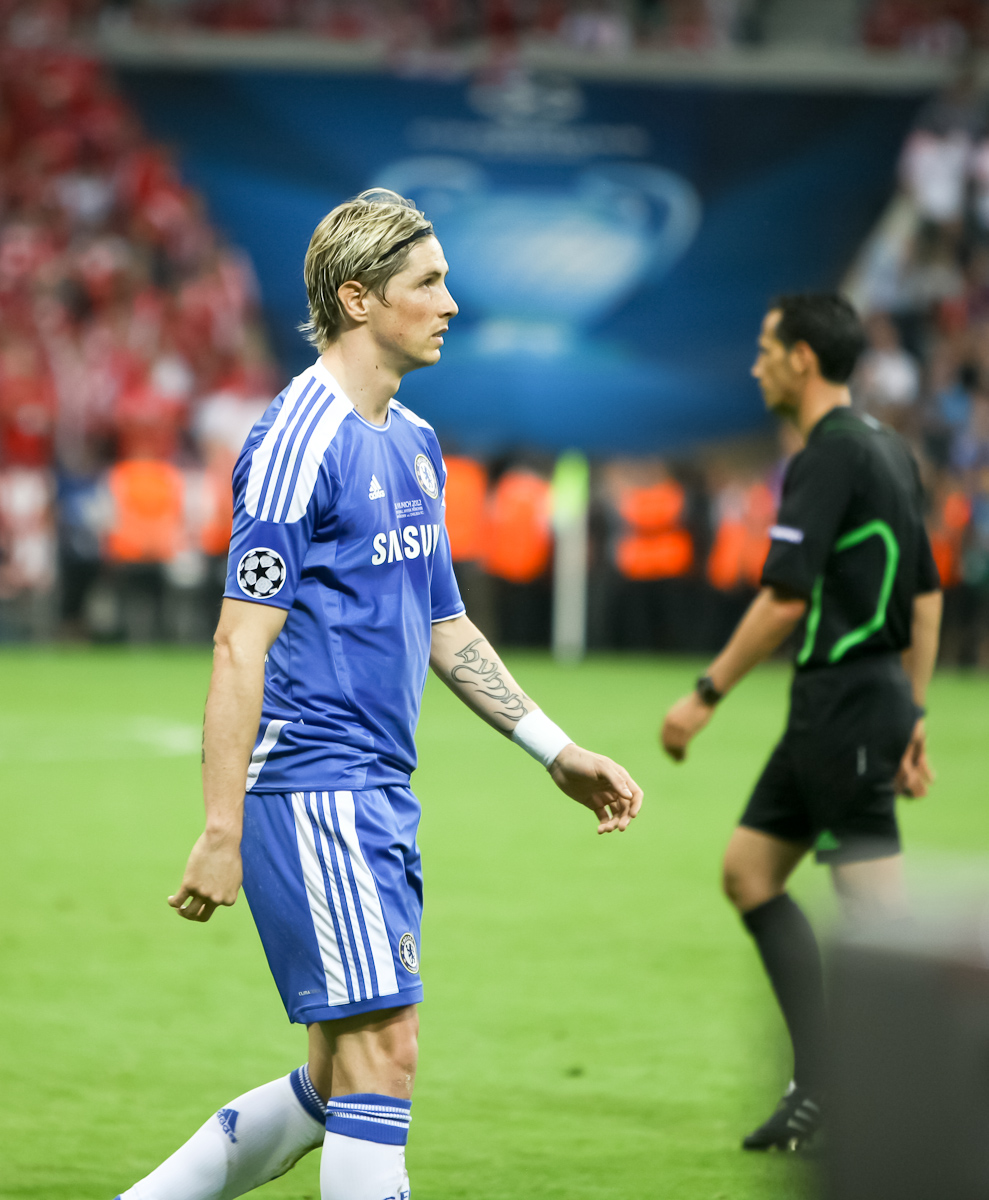
Fernando Torres beim FC Chelsea (2012)

Am 31. Januar 2011 verpflichtete der FC Chelsea Torres für die britische Rekordablösesumme von 50 Millionen Pfund (rund 58 Millionen Euro). Er unterschrieb einen Vertrag über die kommenden fünfeinhalb Jahre bis zum 30. Juni 2016 und verdiente pro Woche 175.000 Pfund. Somit belegte er den sechsten Platz der internationalen Transferrekorde im Fußball sowie den ersten Platz innerhalb der Premier League. Sein Debüt für seinen neuen Verein gab Torres am 6. Februar 2011 (26. Spieltag der Premier League) bei der 0:1-Heimniederlage des FC Chelsea gegen seinen alten Verein FC Liverpool und wurde in der 66. Minute durch Salomon Kalou ersetzt. In den folgenden zwölf Pflichtspielen erzielte er kein Tor. Das Kicker-Sportmagazin nannte seinen Einstand bei Chelsea daher ein „torloses Trauerspiel“. Torres wurde zum Ersatzspieler und wurde vom Spott der Fans nicht verschont. Internetseiten zählten seine torlosen Minuten und T-Shirts mit der Aufschrift „I was there when Torres scored“ (Ich war dabei, als Torres getroffen hat) wurden verkauft. Am 23. April 2011 erzielte Torres beim 3:0-Heimsieg gegen West Ham United sein erstes Tor für den FC Chelsea, nachdem er in der 77. Minute für Didier Drogba eingewechselt worden war. Wettbewerbsübergreifend brauchte er für sein erstes Tor 903 Spielminuten. Am 29. April 2012 erzielte Torres gegen die Queens Park Rangers drei Tore. Dies war sein erster Hattrick für Chelsea.
Am 19. Mai 2012 gewann er mit dem FC Chelsea die Champions League mit einem Sieg gegen den FC Bayern München im Elfmeterschießen. In diesem Wettbewerb hatte Torres vier Torvorlagen geliefert und drei Tore selbst erzielt. Am 15. Mai 2013 besiegte er Benfica Lissabon mit seinem Klub durch ein 2:1 im Finale und gewann dadurch die Europa League. Mit sechs Toren belegte er den vierten Platz in der Torschützenliste des Wettbewerbs. Er und sein Landsmann und ehemaliger Mannschaftskamerad Juan Mata sind die ersten Spieler, die gleichzeitig Weltmeister, Europameister, Champions-League-Sieger und Europa-League-Sieger waren. Am 11. Januar 2014 absolvierte Torres sein 200. Premier-League-Spiel.

#### Über Milan zurück zu Atlético Madrid

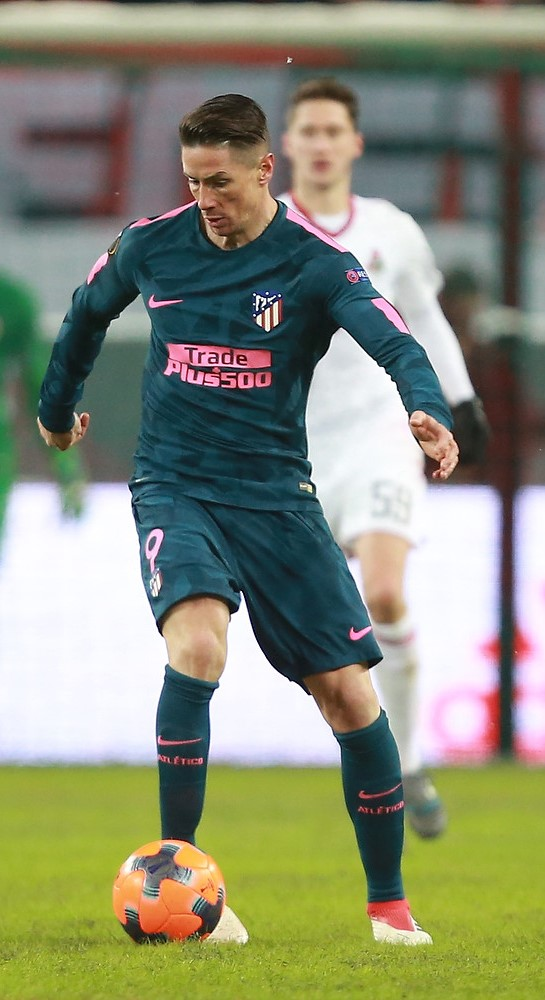
Fernando Torres (2018)

Am 31. August 2014 wechselte Torres auf Leihbasis in die italienische Serie A zum AC Mailand. Auch in Mailand konnte er nicht an seine alten Leistungen anknüpfen. Torres kam unter dem Cheftrainer Filippo Inzaghi bis zum Jahresende in 10 Serie-A-Spielen zum Einsatz (7-mal in der Startelf) und erzielte ein Tor.
Mit Öffnung des Wintertransferfensters im Januar 2015 erwarb der AC Mailand die Transferrechte an Torres, um ihn im Tausch mit Alessio Cerci bis zum 30. Juni 2016 an seinen Heimatverein Atlético Madrid auszuleihen. Torres erhielt die Rückennummer 19 und wurde vor 45.000 Fans im Estadio Vicente Calderón vorgestellt. Sein erstes Spiel für Atlético nach siebeneinhalb Jahren absolvierte Torres am 8. Januar 2015 beim 2:0-Sieg gegen Real Madrid im Achtelfinal-Hinspiel der Copa del Rey in der Startelf unter dem Trainer Diego Simeone, mit dem er von 2003 bis 2005 noch bei Atlético zusammen gespielt hatte. Im Rückspiel am 15. Januar 2015 erzielte Torres beim 2:2 im Estadio Santiago Bernabéu beide Tore für Atlético. Unterdessen war er am 11. Januar 2015 erstmals wieder in der Primera División aufgelaufen, als er bei der 1:3-Niederlage beim FC Barcelona in der 67. Spielminute für Gabi eingewechselt wurde.
Am 6. Februar 2016 erzielte Torres beim 3:1-Sieg im Heimspiel gegen die SD Eibar sein 100. Tor für Atlético Madrid.
Anfang Juli 2016 verlängerte Torres seinen Vertrag bis zum Ende der Saison 2016/17, sodass die Transferrechte seither vollständig von Atlético Madrid gehalten wurden.
In derselben Saison kam es beim Ligaspiel gegen Deportivo La Coruña zu einem Unfall: Nachdem Torres in der 85. Minute mit Deportivos Abwehrspieler Alex Bergantinos zusammenprallte, schlug er ungebremst auf dem Rasen auf, verlor das Bewusstsein und verschluckte seine Zunge. Torres’ Mitspieler Gabi und Šime Vrsaljko zogen diese wieder heraus und retteten ihm so das Leben, da er zu ersticken drohte. Nach 7- minütiger Behandlung auf dem Spielfeld und anschließender Untersuchung konnte Torres das Krankenhaus am nächsten Tag wieder verlassen.
Anfang Juli 2017 verlängerte Torres seinen Vertrag um ein weiteres Jahr bis zum Ende der Saison 2017/18. Im April 2018 kündigte Torres an, dass dies seine letzte Saison für den Verein sein werde. Seine Karriere beenden wolle er allerdings nicht. Im Mai 2018 gewann er mit Atlético die Europa League. In seinem letzten Pflichtspiel am letzten Spieltag erzielte er beim 2:2-Unentschieden gegen die SD Eibar zwei seiner insgesamt fünf Ligatore in dieser Spielzeit.

#### Karriereausklang in Japan
Im Juli 2018 schloss sich Torres dem japanischen Erstligisten Sagan Tosu an. Bis zum Ende der Saison 2018 kam er in 17 Ligaspielen zum Einsatz und erzielte drei Tore. Im Juni 2019 kündigte Torres sein Karriereende an.

### In der Nationalmannschaft

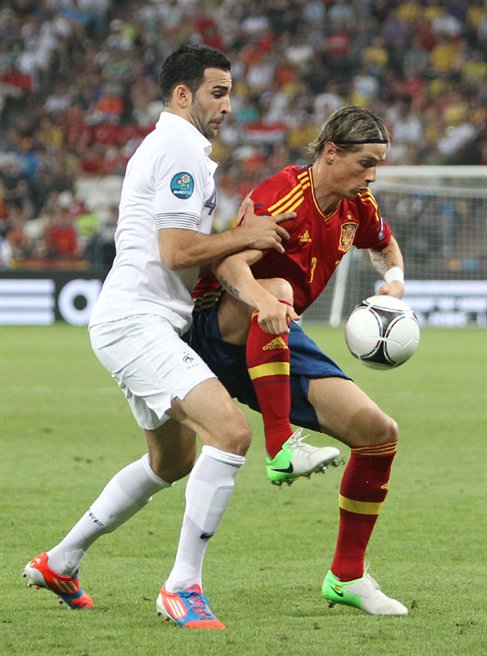
Torres bei der EM 2012 im Duell mit Adil Rami, Frankreich

Bei der U-16 Europameisterschaft wurde Torres Torschützenkönig und zum besten Spieler des Turniers gewählt. Im Endspiel erzielte er gegen Frankreich das Siegtor für Spanien und sicherte seiner Mannschaft den Titel. Gleiches wiederholte sich auch bei der U-19-Europameisterschaft.
Sein Debüt in der spanischen Nationalmannschaft absolvierte Torres am 6. September 2003. Am 28. April 2004 erzielte er als bis dahin jüngster Spieler seinen ersten Treffer für die spanische Auswahl. Er nahm an der Europameisterschaft 2004 in Portugal teil, bei der er dreimal zum Einsatz kam und war Stammspieler und dreifacher Torschütze bei der Weltmeisterschaft 2006 in Deutschland.
Im zweiten Gruppenspiel der Europameisterschaft 2008 gegen Schweden erzielte er den 1:0-Führungstreffer für die Spanier. Im Endspiel gegen Deutschland erzielte er in der 33. Spielminute das Siegtor zum 1:0 und machte Spanien nach 44 Jahren zum zweiten Mal zum Europameister.
Am 14. Juni 2009 erzielte Torres im Confederations-Cup-Spiel gegen Außenseiter Neuseeland innerhalb von 17 Minuten drei Tore. Am 11. Juli 2010 gewann er mit der Nationalmannschaft auch die Weltmeisterschaft 2010 in Südafrika. Spanien besiegte die Niederlande im Finale mit 1:0 nach Verlängerung.
Am 1. Juli 2012 wurde Torres bei der Europameisterschaft 2012 mit der spanischen Nationalmannschaft nach einem 4:0 im Finale gegen Italien zum zweiten Mal Europameister. Er wurde in der 75. Minute eingewechselt, erzielte in der 84. Minute das dritte Tor für Spanien und legte danach das 4:0 durch Juan Mata auf. Mit insgesamt drei Toren und einer Vorlage wurde er aufgrund Tor und Vorlage im Endspiel Torschützenkönig, nachdem zuvor noch der Deutsche Mario Gómez ebenfalls mit drei Toren und einer Vorlage die Torschützenliste angeführt hatte. Allerdings benötigte Fernando Torres hierfür als Einwechselspieler weniger Spielminuten. In der spanischen Startformation stand er bei der EM nur in den Vorrundenspielen gegen Irland und Kroatien. Ansonsten spielte die Mannschaft nach dem Ausfall von David Villa bevorzugt ohne echten Mittelstürmer.
Am 7. September 2012 bestritt er beim Spiel gegen Saudi-Arabien sein 100. Länderspiel für Spanien. Er ist damit der sechste und war gleichzeitig der jüngste spanische Nationalspieler, der die 100er-Marke erreichte.
Am 20. Juni 2013 erzielte er beim Konföderationen-Pokal im Spiel gegen Tahiti vier Tore; Spanien gewann die Partie mit 10:0. Mit insgesamt fünf Toren und einer Vorlage in 273 Spielminuten wurde er Torschützenkönig des Wettbewerbs.
Bei der Weltmeisterschaft 2014 in Brasilien wurde er im Auftaktspiel gegen die Niederlande, das mit 1:5 verloren wurde, als auch im zweiten Spiel gegen Chile, das mit 0:2 verloren wurde, jeweils eingewechselt; beide Niederlagen führten zum vorzeitigen Ausscheiden der Spanier. Im letzten somit unbedeutenden Gruppenspiel gegen die gleichfalls ausgeschiedenen Australier, welches die Spanier mit 3:0 gewannen, stand Torres in der Startelf und erzielte in der 69. Minute den Treffer zum 2:0. Diese Partie war sein 110. und letztes Länderspiel.

## Titel und Auszeichnungen

### Nationalmannschaft

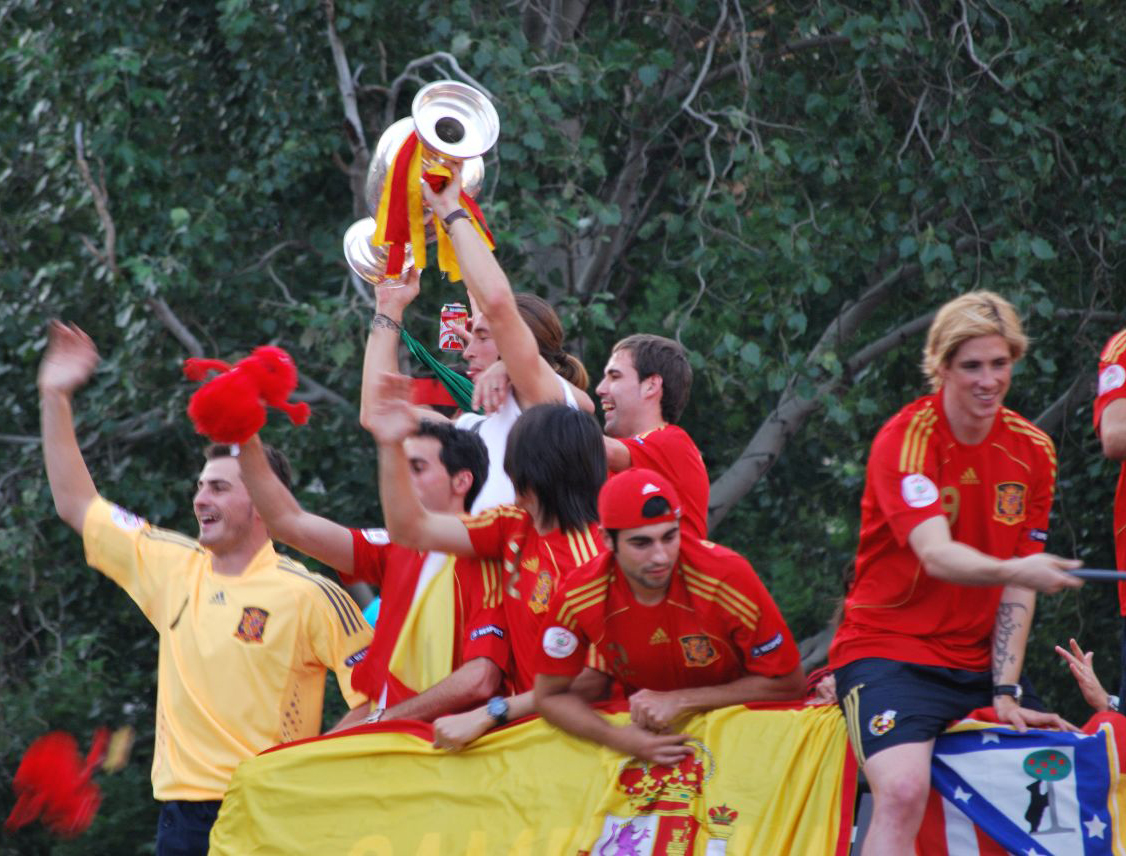
Torres (r.) bei den Feierlichkeiten nach dem Gewinn der EM 2008

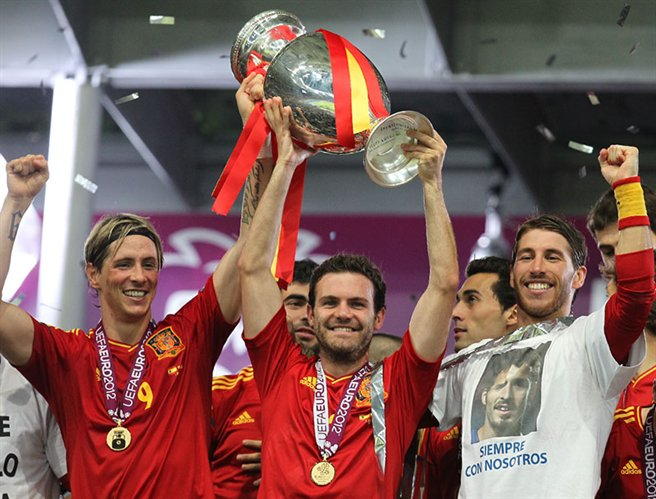
Fernando Torres, Juan Mata und Sergio Ramos mit dem EM-Pokal 2012

A-Nationalmannschaft
- Weltmeister: 2010
- Europameister (2): 2008, 2012

U-Nationalmannschaften
- U19-Europameister: 2002
- U16-Europameister: 2001

### Verein
International
- Champions-League-Sieger: 2012
- Europa-League-Sieger (2): 2013 (FC Chelsea), 2018 (Atlético Madrid)

Spanien
- Spanischer Zweitligameister und Aufstieg in die Primera División: 2002

England
- Englischer Pokalsieger: 2012

### Auszeichnungen

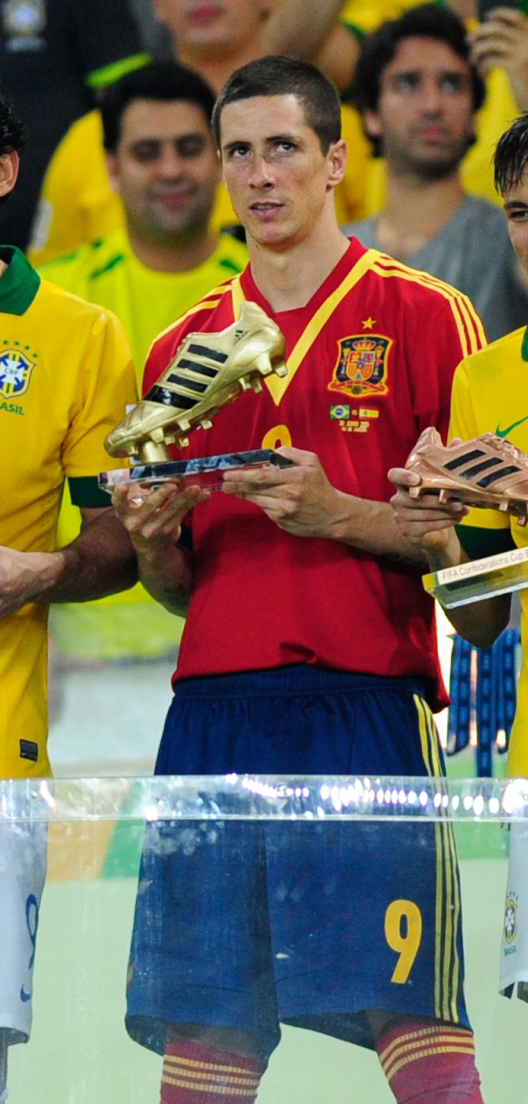
Fernando Torres mit dem Goldenen Schuh des FIFA-Konföderationen-Pokals 2013

- Torschützenkönig der Europameisterschaft 2012
- Goldener Schuh des FIFA-Konföderationen-Pokals 2013
  - Silberner Schuh: 2009
- Torschützenkönig der U-16-Europameisterschaft 2001
- Torschützenkönig der U-19-Europameisterschaft 2002[21]
- Bester Spieler der U-16-Europameisterschaft 2001
- Bester Spieler der U-19-Europameisterschaft 2002[21]
- Englands Fußballer des Monats: Februar 2008, September 2009
- Tor des Monats in England: April 2009[29]
- Marca Leyenda: 2012
- UEFA Team of the Year: 2008
- FIFA/FIFPro World XI: 2008, 2009
- PFA Team of the Year: 2007/08, 2008/09
- ESM Team of the Year: 2007/08
- All-Star-Team der Europameisterschaft 2008
- Das Fußballstadion seiner Geburtsstadt erhielt ihm zu Ehren den Namen Estadio Fernando Torres. Dort spielt der CF Fuenlabrada.

## Privates
Am 27. Mai 2009 heiratete Torres standesamtlich seine langjährige Freundin und Jugendliebe Olalla Domínguez in Madrid. Am 8. Juli 2009 kam die gemeinsame Tochter zur Welt. Am 6. Dezember 2010 kam sein Sohn auf die Welt, am 26. Oktober 2015 eine weitere Tochter.
Im Musikvideo Ya Nada Volverá A Ser Como Antes der spanischen Rockgruppe El Canto del Loco, deren Sänger Dani Martín ein Freund des Fußballers ist, spielt er eine Rolle.